# Peter Lanchene Toobu
 (juin 2023).
Peter Lanchene Toobu, né le 8 juin 1968, est un officier de police à la retraite et homme politique ghanéen, membre du Congrès national démocratique,. Il est député de la circonscription Wa West Wa West Constituency dans la région Upper West,. Il est un surintendant retraité de la police au Ghana.

## Biographie

### Enfance, formation et débuts
Toobu naît le 8 juin 1968. Il est originaire de Jirapa ans la région du Haut Ghana occidental. Il fait ses études secondaires à l'école secondaire de Lawra à Lawra dans la région de l'Upper West du Ghana. Il reçoit une formation d'officier de police à l'Académie de police du Ghana. Il est titulaire d'une maîtrise des arts en leadership du Centre international de formation au maintien de la paix Kofi Annan.

### Carrière
Toobu sert dans le service de police du Ghana et a atteint le rang de surintendant de la police avant de prendre sa retraite,,. Il est secrétaire exécutif de l'ancien  inspecteur général de la police (IGP) David Asante Apeatu David Asante Apeatu de 2017 jusqu'à ce qu'il démissionne et se retire du service pour se lancer dans la politique en 2019,,,.

## Politique

### Candidature parlementaire
Toobu remporte la candidature parlementaire pour représenter le Congrès national démocratique pour la circonscription de Wa West avant les élections de 2020 en août 2019 après avoir obtenu 775 voix pour battre le député sortant, l'ancien ministre du gouvernement local Joseph Yieleh Chireh, qui a obtenu 317 voix et qui avait servi comme député depuis 2004,.
Avant les élections générales de 2020, il a été nommé porte-parole du Congrès national démocratique (NDC) sur la sécurité et a été entendu sur diverses stations de radio et de télévision pour parler des politiques de son parti en matière de sécurité,,.
En décembre 2020, Toobu a remporté le siège de la circonscription de Wa West aux élections législatives. Il a gagné en recueillant 27 550 voix contre son plus proche adversaire, Dari Daniel Kuusongno qui a obtenu 13 143 voix sur les 40 829 suffrages exprimés,.

### Député
Le 7 janvier 2021, Toobu prête serment en tant que député représentant la circonscription de Wa West au 8e Parlement de la 4e République du Ghana . Il est membre du comité des membres occupant des postes à but lucratif et du comité de la défense et de l'intérieur du Parlement.
Le 6 avril 2021, il demande au président du Parlement, Alban Bagbin , d'attirer l'attention du président sur les questions liées à la sécurité et de lutter contre l'insécurité croissante au Ghana. Il signale des cas de vols à main armée dans sa circonscription, Wa West et les régions avoisinantes, de Sissala East à Bawku West.

## Vie privée
Toobu est chrétien.